# Medvastö
Medvastö är en by och en ö i Finland. Den ligger i Finska viken och i kommunen Kyrkslätt i den ekonomiska regionen  Helsingfors i landskapet Nyland, i den södra delen av landet. Ön ligger omkring 19 kilometer väster om Helsingfors.
Öns area är 2,99 kvadratkilometer och dess största längd är 3,2 kilometer i sydväst-nordöstlig riktning.